# Винер, Джон
Джон Ви́нер (англ. Jon Wiener, род. 16 мая 1944, Лос-Анджелес, Калифорния, Соединённые Штаты) — американский историк и журналист, автор нескольких книг. Известен 25-летней судебной тяжбой, с целью раскрытия секретных документов ФБР о слежке за Джоном Ленноном. Сыграл ключевую роль в обнародовании информации, теперь считается экспертом в этом вопросе. Почетный профессор истории Соединённых Штатов в Калифорнийском университете в Ирвайне и ведущий еженедельного подкаста «Start Making Sense». Также является редактором прогрессивного политического еженедельника The Nation и ведёт еженедельную программу на радиостанции KPFK.
Написанный Винером бестселлер «Пусть ночь объяет пламя: Лос-Анджелес шестидесятых» (в соавторстве с Майком Дэвисом) посвящён истории движения за гражданские права, Чёрной силе и Чикано, а также антивоенного движения, движениям за права геев и женщин, а также молодёжным бунтам и стычкам с и полицией Лос-Анджелеса на Сансет-Стрип и Венис-Бич. Ещё одной темой книги является контркультура: фолк-клуб Ash Grove, газета LA Free Press, радио KPFK и организация Free Clinic.

## Ранняя жизнь

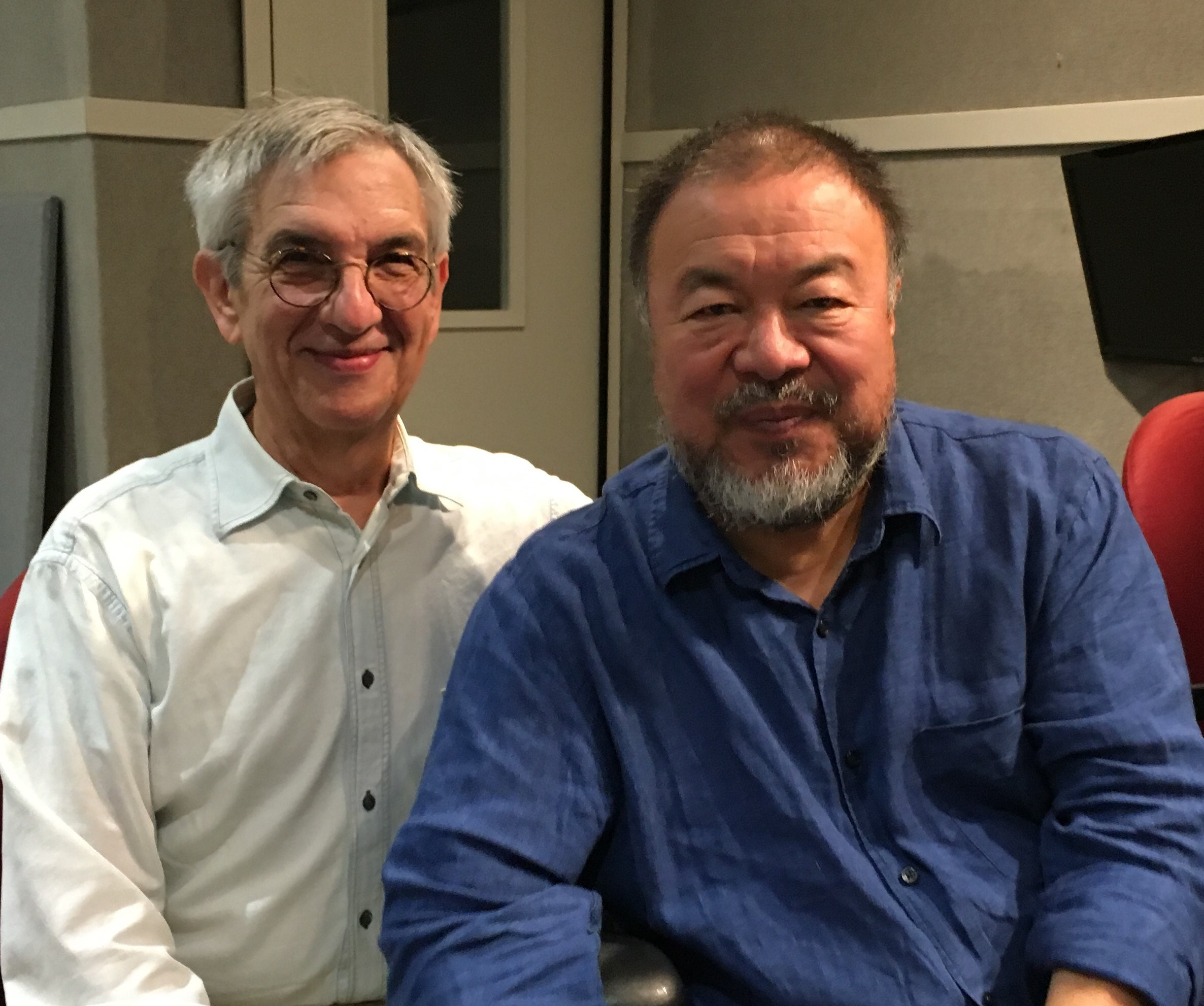
Джон Винер и Ай Вэйвэй, 2017 год

Родился в Сент-Поле, штат Миннесота, в семье Глэдис (урожденная Аронсон) и Дэниела Винер. Окончил местную Центральную среднюю школу, поступив в Принстонский университет, где основал отделение организации новых левых «Студенты за демократическое общество» (в знак протеста против войны во Вьетнаме) и получил степень бакалавра. Затем стал доктором философии в Гарварде, где работал с Баррингтоном Муром-младшим и Майклом Уолцером, а также публиковался в андеграундной газете The Old Mole.

## Карьера

### Академическая карьера
Винер читал несколько курсов по истории американской политики и холодной войны в Калифорнийском университете в Ирвайне. Впоследствии его научные работы были опубликованы в журналах The American Historical Review, The Journal of American History, Radical History Review и Past & Present. Организовывал студенческие экскурсии в библиотеку имени Никсона.

### Журналистика и политическая публицистика
С 1984 года Винер является редактором политического журнала The Nation, где он пишет на самые разные темы, начиная от проблем университетских городков и заканчивая интеллектуальными спорами. Помимо этого, за годы журналисткой карьеры он также публиковался в таких изданиях, как The Guardian, The New York Times Magazine, The New Republic и Los Angeles Times. В еженедельном подкасте Винера для The Nation «Start Making Sense» и в авторской еженедельной программе для лос-анджелесской радиостанции KPFK 90.7 FM гостями Винера были такие медийные личности, как Гейл Коллинз, Джейн Майер, Гор Видал, Барбара Эренрайх, Фрэнк Рич, Сеймур Херш, Генри Луи Гейтс, Стейси Абрамс, Билл Маккиббен, Крис Хейс и Терри Гросс. Он также брал интервью у писателей Маргарет Этвуд, Рэйчел Кушнер, Джона Бэнвиля, Элмора Леонарда, Вьет Тхань Нгуена и Джоан Дидион.
Среди известных публикаций Винера фигурирует статья для Los Angeles Times, написанная им в начале 2020 года, где он предсказал, что этот год станет «Худшим годом в жизни Трампа». Он также взял интервью у известного китайского художника-диссидента Ай Вэйвэя о международном кризисе беженцев: тема фильма «Человеческий поток». Помимо этого беседовал со Стейси Абрамс о на тему законов о правах избирателей и с писательницей Маргарет Этвуд о «шокирующей актуальности» написанного ей «Рассказа служанки». Винер является автором различных исторических очерков. В 50-ю годовщину бойни в Сонгми он посвятил статью «забытому герою», который «остановил эти массовые убийства», процитировав свое интервью для KPFK с пилотом армейского вертолета Хью Томпсоном. В 2020 году опубликовал материал для The New York Times Book Review о том, чем запомнились шестидесятые в Америке. Хотя Винер, пожалуй, больше всего известен своей борьбой по разоблачению слежки ФБР за Джоном Ленноном, он также сыграл важную роль в том, чтобы бюро опубликовало документы о слежке за комиком Граучо Марксом.

### Дело Джона Леннона
| Дата       | Событие                                                                                      | Ссылка              |
| ---------- | -------------------------------------------------------------------------------------------- | ------------------- |
| 1969       | Леннон выпускает сингл «Give Peace a Chance»                                                 |                     |
| 1971—1972  | ФБР организует слежку за Джоном Ленноном                                                     | [ 2 ]               |
| 6/3/1972   | INS пытается депортировать Леннона                                                           | [ 17 ] [ 29 ]       |
| 03/1973    | Суд постановил, что Леннон должен покинуть США в течение двух месяцев                        | [ 30 ]              |
| 06/1973    | Леннон подаёт встречный иск против США                                                       | [ 30 ] [ 31 ]       |
| 06/1976    | Леннон выигрывает встречный иск и может остаться в США                                       | [ 30 ] [ 32 ]       |
| 8/12/1980  | Джона Леннона убивают                                                                        |                     |
| 1981       | Винер выпускает книгу о Джоне Ленноне                                                        | [ 2 ]               |
| 1981       | Винер запрашивает документы. Получает лишь небольшую часть                                   | [ 2 ] [ 33 ] [ 34 ] |
| 1981       | Винер подает в суд на ФБР требуя обнародовать остальные                                      | [ 2 ]               |
| 1983       | ФБР заявляет об угрозе национальной безопасности                                             |                     |
| 1991       | 9-й окружной суд: ФБР не продемонстрировало «адекватного основания» для секретности          | [ 35 ]              |
| 1992       | Минюст обжалует решение 9-го округа в Верховном суде                                         | [ 35 ]              |
| 1992       | Суд отклонил апелляцию и становится на сторону Винера/ACLU                                   | [ 35 ]              |
| 1997       | ФБР публикует оставшиеся документы, кроме десяти                                             | [ 2 ]               |
| 2000       | Отчёт: Леннон, возможно, тайно финансировал ИРА, сторонники Леннона сомневаются в данных MI5 | [ 36 ]              |
| 2004       | Федеральный суд распорядился обнародовать оставшиеся десять документов                       | [ 2 ]               |
| 2004       | ФБР соглашается опубликовать последние 10 документов                                         | [ 2 ]               |
| 20/12/2006 | ФБР публикует оставшиеся восемь или десять документов                                        | [ 37 ]              |
| 2006       | Премьера фильма «США против Джона Леннона» c Винером в качестве главного консультанта        | [ 1 ] [ 17 ]        |
| 21/12/2006 | Винер обсуждает содержание рассекреченных материалов на радиостанции NPR                     | [ 34 ]              |

#### Предыстория
Судебная тяжба между Винером и правительством Соединённых Штатов велась более двух с половиной десятилетий, став предметом изучения других историков. В конце 1960-х многие молодые американцы выступили против войны во Вьетнаме, Джон Леннон не стал исключением, критикуя правительство США. Ричарду Никсону не нравилась подобная позиция, так как она могла сказаться на его переизбрании в 1972 году. Президент поручил ФБР начать слежку за Ленноном, возможно, после того, как музыкант встретился в Нью-Йорке с радикальными антивоенными активистами. Слежка за Ленноном продолжалась около 11 месяцев, хотя документальных свидетельств прослушивания телефонных разговоров не сохранилось.

#### Попытка депортации Леннона
Служба иммиграции и натурализации Соединённых Штатов, действуя по предложению сенатора Строма Термонда и, вероятно, по указанию Ричарда Никсона, весной 1972 года приказала депортировать Леннона. По словам Винера, ключевой проблемой для администрации президента было то, что Леннон разговаривал с антивоенными лидерами по поводу создания «концертного тура, который объединил бы исполнение рок-музыки с выступлениями представителей антивоенного движения и регистрацией потенциальных избирателей», с целью привлечения внимания восемнадцатилетней аудитории, которая, как считалось, склонна голосовать за Демократическую партию.
Репортёр Адам Коэн, в статье для The New York Times, поддержал мысль, что слежка ФБР за Ленноном была мотивирована не только антивоенными соображениями, но и политическими мотивами. По словам Коэна, наиболее показательным был период этих событий, подтверждающий данную теорию. Многочисленные друзья Леннона, в том числе Боб Дилан, написали письма в иммиграционную службу, призывая разрешить музыканту остаться. 8 декабря 1972 года, после переизбрания Никсона, ФБР закрыло расследование в отношении Леннона, отчасти потому, что он «бездействовал в революционной деятельности». По словам Винера, ФБР удалось «нейтрализовать» противодействие Леннона переизбранию Никсона.

#### Судебная тяжба против ФБР
В 1981 году, подготавливая материал для книги о Джоне Ленноне, Винер узнал о слежке ФБР и о том, что на экс-битла было либо 281, либо 400 страничное досье. Писатель попросил обнародовать досье, сославшись на Закон о свободе информации. ФБР отказалось предоставить две трети или 199 страниц файлов на том основании, что они содержали информацию о «национальной безопасности». Предоставленные страницы были частично заретушированы маркером.
В 1983 году Винер подал в суд на ФБР в соответствии с Законом о свободе информации, заручившись поддержкой Американского союза защиты гражданских свобод (ACLU) Южной Калифорнии, включая поверенных Дэна Мармалефски из Morrison & Foerster и Марка Розенбаума из ACLU. В ответ ФБР передало ещё часть документов, отметив, что остальные содержат «информацию о национальной безопасности, предоставленную иностранным правительством под грифом секретно», подчеркнув, что обнародование этих документов может привести к «ответным военным действиям против Соединённых Штатов».
Винер описал разочарования по поводу полученных им документов в своей книге Come Together (1984), упомянув множество «оруэлловских моментов» и «черепаший темп» юристов. Хотя Винер проиграл большую часть из ранних судебных «стычек», в 1991 году наступил поворотный момент, когда апелляционный суд 9-го округа вынес решение в его пользу и заявил, что ФБР не предоставило «достаточных оснований» для сохранения секретности данных. В результате представителям бюро пришлось подавать письменные показания под присягой, в которых было «достаточно подробностей», что позволило Винеру продолжать бороться за их рассекречивание, а судьям «взвешено оценивать» тяжбу, согласно предоставленным отчётам. Юрист министерства юстиции Джон Робертс (впоследствии ставший председателем Верховного суда), обжаловал решение апелляционного суда, однако Верховный встал на сторону Винера.

Дело Винера против ФБР тянулось на протяжении многих лет. Урегулирование было достигнуто в 1997 году до того, после чего дело было рассмотрено в Верховном суде, и большинство документов были переданы истцу. По словам писателя, правительство выплатило 204 000 долларов в качестве судебных издержек и гонораров адвокатам. Юристы министерства юстиции удержали лишь десять документов в соответствии с положениями о национальной безопасности в Законе о свободе информации. В 2006 году оставшиеся документы были опубликованы. По словам Винера, они продемонстрировали, что в начале 1970-х музыкант контактировал с левыми и антивоенными движениями в Лондоне, однако какие-либо признаки, что чиновники видели в нём серьёзную угрозу, отсутствовали, отмечалась только попытка получить средства от музыканта для «лондонских книжного магазина и читального зала левого толка», однако артист денег не предоставил. Винер писал: 
Я сомневаюсь, что правительство Тони Блэра нанесет военный удар по США в отместку за публикацию этих документов… Сегодня мы видим, что заявления о национальной безопасности, которые ФБР делало в течение 25 лет, с самого начала были абсурдными.

Винер выразил удивление тем, что так много информации было скрыто: 
Один из документов — отчёт агента под прикрытием о встрече антивоенных радикалов в Ист-Виллидж… Агент под прикрытием сообщает — это Дж. Эдгару Гуверу — что на мансарде в Ист-Виллидже [месте встречи] есть попугай, и всякий раз, когда беседа накаляется, птица кричит: «В точку!». Интересная информация, но зачем Дж. Эдгару Гуверу это знать? Почему она должна классифицироваться под грифом секретно?

#### Хроника судебной тяжбы
Винер посвятил судебной тяжбе книгу Gimme Some Truth: The John Lennon FBI Files, опубликованную в 2000 году. В книгу включены копии 100 ключевых документов из досье Леннона, в том числе «пространные отчеты конфиденциальных информаторов, подробно описывающие повседневную жизнь антивоенных активистов, служебные записки в Белый дом, стенограммы телешоу, в которых появлялся Леннон, и предложение, чтобы Леннон был арестован местной полицией по обвинению в продаже наркотиков». Он также подробно написал об этом деле и его значении в статьях для The Guardian, The Nation, L.A. Times и New Republic.
Проделанная Винером работа легла в основу документального фильма «США против Джона Леннона» (2006) . Писатель был консультантом проекта, а также фигурировал в фильме. Помимо этого, Винер участвовал в съёмках документальной ленты LennoNYC, которая транслировалась в рамках телепередачи PBS «Американские мастера» в 2010 году. Терри Гросс дал интервью о слежке ФБР за Ленноном в программе NPR «Свежий воздух». Поверенный ACLU Марк Розенбаум заявил, что дело Винера против ФБР выявило «патологический уровень паранойи правительства и попытки прикрыть злоупотребление исполнительной властью гражданскими свободами под видом защиты национальной безопасности».

## Книги
Винер автор семи книг. Помимо «Пусть ночь объяет пламя: Лос-Анджелес шестидесятых», он написал Historians in Trouble: Plagiarism, Fraud and Power in the Ivory Tower где исследовал различные академические скандалы. Он также отредактировал и написал введение к книге Conspiracy in the Streets: The Extraordinary Trial of the Chicago Seven, которая включала сокращённую стенограмму судебного процесса над Чикагской семёркой: Бобби Силом, Эбби Хоффманом, Джерри Рубином, Дэйв Деллинджером и другими активистами, связанными с антивоенными демонстрациями на Национальном съезде Демократической партии (свидетелями на суде выступали Тимоти Лири, Норман Мейлер, Арло Гатри и Аллен Гинзберг). В книгу было включено послесловие Тома Хайдена и рисунки Джулиуса Файффера. Более раннее произведение Винера How We Forgot the Cold War: A Historical Journey across America, основанное на его посещениях памятников, музеев и мемориалов времен холодной войны, подчёркивает популярный в американском обществе скептицизм по поводу победы США над СССР.

### Критика
Критики высказывали разные мнению по поводу произведений Винера. Так, обозреватель Kirkus Reviews назвал «Пусть ночь объяет пламя: Лос-Анджелес шестидесятых» «богато детализированным портретом города, который кипел бунтарской энергией». Рецензент Los Angeles Times охарактеризовал книгу «плотным, подробным чтивом», с «впечатляющим» материалом. Литературный критик Los Angeles Review of Books назвал её «монументальной историей восстания и сопротивления». Некоторые рецензенты указывали на проблемы книги, так обозреватель Publishers Weekly отмечал, что она «перегружена зачастую разрозненной информацией», тем не мене подчеркнув, что «Дэвис и Винер пишут со страстью и глубокими знаниями [предмета]». Автор подытожил статью словами: «[эта книга является] незаменимым портретом неизведанной главы в истории». В свою очередь, Бен Эренрайх из The Guardian’s Book of the Day, назвал произведение Винера «жизненно важным учебником по [гражданскому] сопротивлению, подарком будущему поколению из прошлого» .
В рецензиях на более раннее творчество Винера обозреватель New York Times Book Review отмечал, что книга «Вместе! Джон Леннон и его время» "выделяется как одна из немногих книг, которые не стремятся обожествлять, поливать грязью или иным образом эксплуатировать убитого экс-битла. В другой рецензии на эту книгу точка зрения Винера подверглась критике за «туннельное видение», помимо этого произведение критиковал Эндрю Салливана из The Atlantic. Ещё одна книга Винера о Ленноне, «Дай мне немного правды», получила положительные отзывы от The Washington Post, London Independent и Christian Science Monitor. Один из рецензентов охарактеризовал эту книгу как «отрезвляющую». В свою очередь в рецензии на историческое исследование Historians in Trouble: Plagiarism, Fraud, and Politics in the Ivory Tower автора критиковали за чрезмерное симпатизирование левым идеям.

## Избранная библиография
- Set the Night on Fire: L.A. in the Sixties[англ.], by Jon Wiener and Mike Davis, Verso (publisher), April 14, 2020, ISBN 978-1784780227
- I Told You So: Gore Vidal Talks Politics—interviews with Gore Vidal[74][75]
- How We Forgot the Cold War: A Historical Journey across America.[1] Berkeley: University of California Press, 2012. ISBN 9780520271418.
- Conspiracy in the Streets: The Extraordinary Trial of the Chicago Seven. Edited with an introduction by Jon Wiener; afterword by Tom Hayden; drawings by Jules Feiffer. New York: The New Press, 2006. ISBN 9781565848337
- Historians in Trouble: Plagiarism, Fraud, and Politics in the Ivory Tower . New York: The New Press, 2005. ISBN 9781565848849[17][76]
- Gimme Some Truth: The John Lennon FBI Files Berkeley: University of California Press, 2000. ISBN 9780520222465[1][35][77]
- Professors, Politics and Pop. London and New York: Verso Books, 1991. ISBN 9780860916727
- Come Together: John Lennon in his Time New York: Random House, 1984. ISBN 9780252061318[17][35]
- Social Origins of the New South: Alabama, 1865—1885. Baton Rouge: Louisiana State University Press, 1978. ISBN 9780807108888
- «The Footnote Fetish.» Telos 31 (Spring 1977). New York: Telos Press.